# 夜はこれから!BOO3
夜はこれからBOO3（よるはこれから ぶーぶーぶー）は、九州朝日放送（KBC）で2004年4月から2006年9月まで毎週土曜日に生放送されたラジオバラエティ番組。夜はこれから!AM派宣言の妹番組のような存在で、若者向けの番組であった。パーソナリティの3人組をBOO3ガールズと称していた。
2004年の元旦に、当時九州朝日放送の人気番組のアシスタントを務めていた原田愛子（PAO〜N）、ゆっきー（栗田善成のまずはラジオでおつかれさん）、上野奈生（中島浩二の音楽で行こう）の3人で放送された『オールナイト・さる』という特別番組が起源となっている。この『さる』が好評であった為レギュラー化され、開始から半年は『さる』の3人が出演。その半年後の改編で上野以外はメンバーチェンジとなり、最終回を迎えた。

## パーソナリティ
- 上野奈生
- 小柳有紀
- 西本美恵子

### 以前のパーソナリティ
- 原田愛子
- ゆっきー
- 荒木千穂

## 放送時間
- 2004年 4月～2004年9月　17:50～17:57・ホークスナイター終了後～23:25
- 2004年10月～2005年3月　18:00～21:00
- 2005年 4月～2005年9月　17:50～17:57・ホークスナイター終了後～23:25
- 2005年10月～2006年3月　18:00～22:40
- 2006年 4月～2006年9月　17:50～17:57・ホークスナイター終了後～23:05

## リンク
- 夜はこれから!BOO3

| 九州朝日放送 土曜日夜の生ワイド枠                                            | 九州朝日放送 土曜日夜の生ワイド枠 | 九州朝日放送 土曜日夜の生ワイド枠                    |
| 前番組                                                                       | 番組名                            | 次番組                                               |
| ---------------------------------------------------------------------------- | --------------------------------- | ---------------------------------------------------- |
| KBCミュージックカウントダウン （2001年9月～2004年3月、番組自体は現在も継続） | 夜はこれから!BOO3                 | おかはちワイド チューチュートレイン （2006年10月～） |